# FC 카르타헤나
FC 카르타헤나(Fútbol Club Cartagena)는 스페인 무르시아 지방의 도시인 카르타헤나를 연고로 하는 축구 클럽이다. 이 클럽은 1995년에 창단 되었으며 현재 프리메라 페데라시온에서 활동하고 있다.

## 선수 명단

### 현역
참고: FIFA 자격 규정에 따라 소속된 국가대표팀 국기를 표시합니다. 선수는 복수의 FIFA 비회원국 국적을 가지고 있을 수 있습니다.
| 번호 | 포지션 | 국적       | 이름                |
| ---- | ------ | ---------- | ------------------- |
| 7    | FW     | 우루과이   | 가스톤 발레스       |
| 12   | DF     | 몬테네그로 | 안드리야 부크체비치 |

| 번호 | 포지션 | 국적       | 이름          |
| ---- | ------ | ---------- | ------------- |
| 24   | DF     | 몬테네그로 | 니콜라 십치치 |
| 37   | FW     |            | 루카스 로만   |

## 역대 감독
| 감독                                           | 임기 |
| ---------------------------------------------- | ---- |
| 호세 무르시아                                  | 2002 |
| 프란시스코 헤메스 마르틴                       | 2009 |
| 틀:나라자료 아스투리아스 아벨라르도 페르난데스 | 2024 |